# Tupolev Tu-14
Il Tupolev Tu- 14 (in cirillico Туполев Ту-14, nome in codice NATO Bosun) era un bombardiere bimotore a getto ad ala media progettato dall'OKB 156 diretto da Andrej Nikolaevič Tupolev e sviluppato in Unione Sovietica nella seconda parte degli anni quaranta.
Entrato in servizio nel 1950 nei reparti dell'Aviacija Voenno-Morskogo Flota, l'aviazione di marina della Voenno Morskoj Flot SSSR, venne realizzato in circa 200 esemplari che restarono operativi nei dieci anni successivi.

## Storia

### Sviluppo
Le origini del "Bosun" si possono far risalire agli anni quaranta quando, nel rispondere alla stessa specifica dell'aviazione sovietica per un nuovo bombardiere medio-leggero a reazione, alcuni OKB presentarono i loro progetti.
L'OKB Tupolev iniziò a lavorare ad un bombardiere a reazione nel luglio 1944. I responsabili Andrej Tupolev e Sergei Yeger si erano posti l'obiettivo di realizzare un aereo che fosse il più leggero e semplice possibile. La prima versione del progetto fu un bireattore, che ricevette la designazione interna di Tu-72. Successivamente, con il Tupolev Tu-73, si decise di passare ad una formula con tre motori. Di questo aereo ne vennero progettate varie versioni (conosciuti con le designazioni interne di Tu-74, Tu-78 e Tu-79), ma non fu mai prodotto in serie, poiché gli fu preferito l'Ilyushin Il-28.
Contemporaneamente, sotto la guida di Sergei Yeger, fu portato avanti lo sviluppo relativo ad un bombardiere per impiego navale, noto con la designazione interna di Tu-81.
Il prototipo fu realizzato nel 1948 nello stabilimento n. 156, e volò per la prima volta il 13 ottobre 1949. L'aereo fu testato dai vertici dell'aviazione sovietica fino all'autunno del 1950, quando ne fu autorizzata la produzione in serie. Entrò in servizio con l'aviazione di marina sovietica con il nome di Tu-14.

### Tecnica
Il nuovo aereo si presentava come una grande macchina bireattore motorizzata da jet a flusso centrifugo, con ala diritta e piani di coda a marcata freccia.
Il Tu-81, dal punto di vista progettuale, era ripreso dal Tu-72, del quale adottava la formula bimotore. La rinuncia ad un motore fu possibile grazie ai progressi della tecnica motoristica sovietica di quel periodo. Infatti, la Kilmov realizzò il VK-1, una versione migliorata dei Rolls-Royce Nene (costruiti su licenza con il nome di RD-45) dei quali era prevista l'installazione sui progetti precedenti. I nuovi VK-1, infatti, oltre ad essere più leggeri, erano anche decisamente più potenti (2.740 kg/s, contro i 2.270 del modello occidentale). I due propulsori erano posizionati in altrettante gondole, sotto le ali. All'interno delle gondole, inoltre, vi erano anche gli elementi principali del carrello d'atterraggio, che era a triciclo anteriore.
La fusoliera, che uguagliava in lunghezza l'apertura alare, era caratterizzata da un abitacolo in posizione dominante, mentre il muso era vetrato, in modo da agevolare il compito del puntatore. La coda aveva i piani orizzontali, sistemati nella parte bassa del timone verticale.
L'armamento difensivo era costituito da due cannoni NK-23 da 23 mm e da due mitragliatrici, sistemati in una torretta caudale. L'armamento offensivo comprendeva circa 3.000 kg di bombe nel Tu-14, oppure due siluri imbarcati sotto le ali, nel Tu-14T.

### Impiego operativo
Il Tu-14 non fu prodotto in grande serie: infatti, ne furono realizzati appena 200 esemplari, in tre versioni. Questi aerei vennero utilizzati per compiti di pattugliamento marittimo, con la possibilità di svolgere anche missioni antinave. Rimase in servizio una decina d'anni, fino a quando non fu sostituito dal Tupolev Tu-16.

## Versioni
- Tu-14: versione da bombardamento.
- Tu-14T: versione aerosilurante, armato con due siluri.
- Tu-14R: versione da ricognizione[3].

## Utilizzatori
Cina
- Zhongguo Renmin Jiefangjun Kongjun

 Unione Sovietica
- Aviacija Voenno-Morskogo Flota

### Velivoli comparabili
- English Electric Canberra
- Ilyushin Il-28